# Werner-Édouard de Saeger van Nattenhaesdonck
Werner-Édouard Joseph Louis Augustin Ghislain de Saeger van Nattenhaesdonck (Hasselt, 8 juli 1977) is een Belgisch advocaat en theoloog aan de Universiteit van Cambridge, Universiteit Hasselt, en Hogeschool PXL. Als advocaat is hij gespecialiseerd in Belgisch en internationaal strafrecht. Op academisch vlak doceert en analyseert hij het religieus recht van de drie grote monotheïstische godsdiensten: jodendom (halacha), christendom (in het bijzonder het canoniek recht van de Rooms-Katholieke Apostolische Kerk) en islam (sharia). Hij is een expert in het wetgevende en jurisprudentiële beleid inzake religieuze fenomenen, en extreme religie, in Europa, de Verenigde Staten en het Midden-Oosten.

## Biografie
Professor de Saeger van Nattenhaesdonck werd in Genk opgevoed door de katholieke priester Guillaume Baerts. Na drievoudige studies in recht, theologie, en filosofie, onder andere aan de Hebreeuwse Universiteit van Jeruzalem, behaalde hij een master in de theologie aan de Harvard Universiteit in 2011, waar hij zich gewijd had aan de studie van religieuze orthodoxie, en waar hij studeerde onder de katholieke priester Bryan Hehir, Harvey Cox, Peter Gomes, Elisabeth Schüssler Fiorenza, Ronald Thiemann, Karen King, en Baber Johansen. In hetzelfde jaar behaalde hij een gespecialiseerd diploma in de religiestudie aan de Universiteit van Cambridge, waar hij studeerde onder de katholieke priester Alan Brent.
Eerder, in 2008, studeerde hij af aan de Bijzondere Faculteit Kerkelijk Recht van de Katholieke Universiteit Leuven waar hij studeerde onder Rik Torfs. In 2009, was hij afgestudeerd aan de Universiteit van Leiden in de Encyclopedie en Filosofie van het Recht, onder Paul Cliteur, Afshin Ellian, en Andreas Kinneging. Hij studeerde er op hetzelfde moment als Thierry Baudet. In Leiden voltooide hij ook een gespecialiseerd programma in de oudheidkunde en religiestudie, onder Jürgen Zangenberg en Frits Naerebout.
In 2015 werd hij doctor in de rechten aan de Vrije Universiteit Brussel (VUB) met een proefschrift in de juridische wetenschappen op het gebied van de godsdienstvrijheid in de Verenigde Staten. Hij deed zijn onderzoek onder leiding van Michel Magits.

## Onderwijs
In 2012 verhuisde hij naar Oxford, waar hij begon les te geven in de verschillende colleges van de universiteit, voornamelijk in de klassieke studies en theologie, en dit tot in maart 2017. Sinds 2015 doceert hij in de klassieke studies aan de Universiteit van Cambridge. Van 2015 tot 2017 was hij ook docent aan de Université libre de Bruxelles (ULB).
Van 2016 tot 2018 beheerde hij een zelf opgericht en onafhankelijk onderzoeks- en onderwijsinstituut op de campus van de Vrije Universiteit Brussel, gericht op de kritische religiestudie.
Vanaf 2016 geeft hij les aan de Hogeschool PXL in Hasselt, België; in september 2018 inviteerde hij er Carles Puigdemont om zijn openingscollege voor het academiejaar 2018-19 te doceren. In hetzelfde jaar nodigde hij ook graaf Herman Van Rompuy en prins Laurent van België uit. In september 2019 nodigde hij graaf Etienne Davignon uit om de openingsles van dat academisch jaar te doceren.
Sinds 2023 doceert professor Werner-Édouard de Saeger van Nattenhaesdonck eveneens aan de Faculteit Rechten van de Universiteit Hasselt.

## Onderzoeksactiviteiten
de Saeger van Nattenhaesdonck begon zijn academisch onderzoek met een focus op de vrijheid van godsdienst. Hij deed ook onderzoek naar het Charedisch jodendom in Israël (voornamelijk in Maalot Dafna en Mea Sjearim in Jeruzalem) en naar de verspreiding van het christendom in de Late Oudheid. Later richtte hij zich op de klassieke oudheid en vervolgens ook op de historische ontwikkeling van de islam. Zijn voornaamste onderzoek richt zich op de normatieve kaders waarbinnen gelovigen van de drie grote monotheïstische religies leven.
Begin 2011 deed hij onderzoek in het Vaticaans Geheim Archief. Nadat hij afgestudeerd was aan Harvard ging hij in Parijs wonen; hij verbleef in 2011-12 gedurende een jaar als onderzoeker aan de Universiteit Parijs 1 Panthéon-Sorbonne met een beurs van de Stichting Biermans-Lapôtre, en deed er onderzoek in de bibliotheken Sainte-Geneviève en Sainte-Barbe.
In 2015 was hij onderzoeker met de Canon Symonds Memorial Scholarship in Gladstone’s Library in Wales. Eveneens in 2015, en in 2016, was hij onderzoeker met een fellowship aan de Dumbarton Oaks Research Library and Collection van Harvard University in Washington DC. In het voorjaar van 2019 was hij gastprofessor aan de École pratique des hautes études in Parijs, waar hij een van de eerste getuigen was van de brand in de Notre-Dame van Parijs.

## Verklaringen
Tijdens een interview op de Belgische televisie in september 2012, stelt hij dat Jezus van Nazareth mogelijks een getrouwde man is geweest.
In een toespraak in de Belgische Senaat op 23 februari 2016 verdedigde hij met aandrang het idee van de scheiding van kerk en staat, en voorspelde hij de Brusselse terreuraanvallen, verklarend: "Er zal bloed vloeien in onze straten. De inertie en politieke naïviteit van politici zal cash betaald worden met mensenlevens." Exact een maand later, op 22 maart 2016, waren er terreuraanslagen in Brussel.
In een interview in het Belgische weekblad Humo verklaart hij in oktober 2018 "Het is niet de extreme religie die problematisch is, maar wel de extreme nonchalance van politici." In datzelfde interview legt hij uit dat het realistisch is dat de moslimbevolking in België "tot 20% en meer" zal toenemen.

## Militaire functies
Op 15 oktober 2018 incorporeert hij de reserve van het Belgisch leger. Hij voltooit zijn militaire vorming in Kamp Lagland nabij Stockem en in Kamp Elsenborn in de Oostkantons gedurende de zomer van 2019. Bij Koninklijk Besluit werd hij benoemd tot hoofdofficier in de Landcomponent van de Belgische defensie, in de graad van Majoor, op 1 november 2019.

## Onderscheidingen
Orde van Leopold II, Officier 
 Heilige Militaire Constantijnse Orde van Sint-Joris, Ridder en Officier 

## Publicaties
- Constantine, The History Press, 2016[16]
- Spiritual Harvard, 2013